# Chlorocebus aethiops
Grivet, Grivet d'Éthiopie
Pour les articles homonymes, voir Grivet, Vervet, Singe vert et Callitriche (singe).
Espèce
Synonymes
- Cercopithecus aethiops
- Cercopithecus aethiops aethiops
- Chlorocebus aethiops aethiops

Statut de conservation UICN

 LC  : Préoccupation mineure
Statut CITES

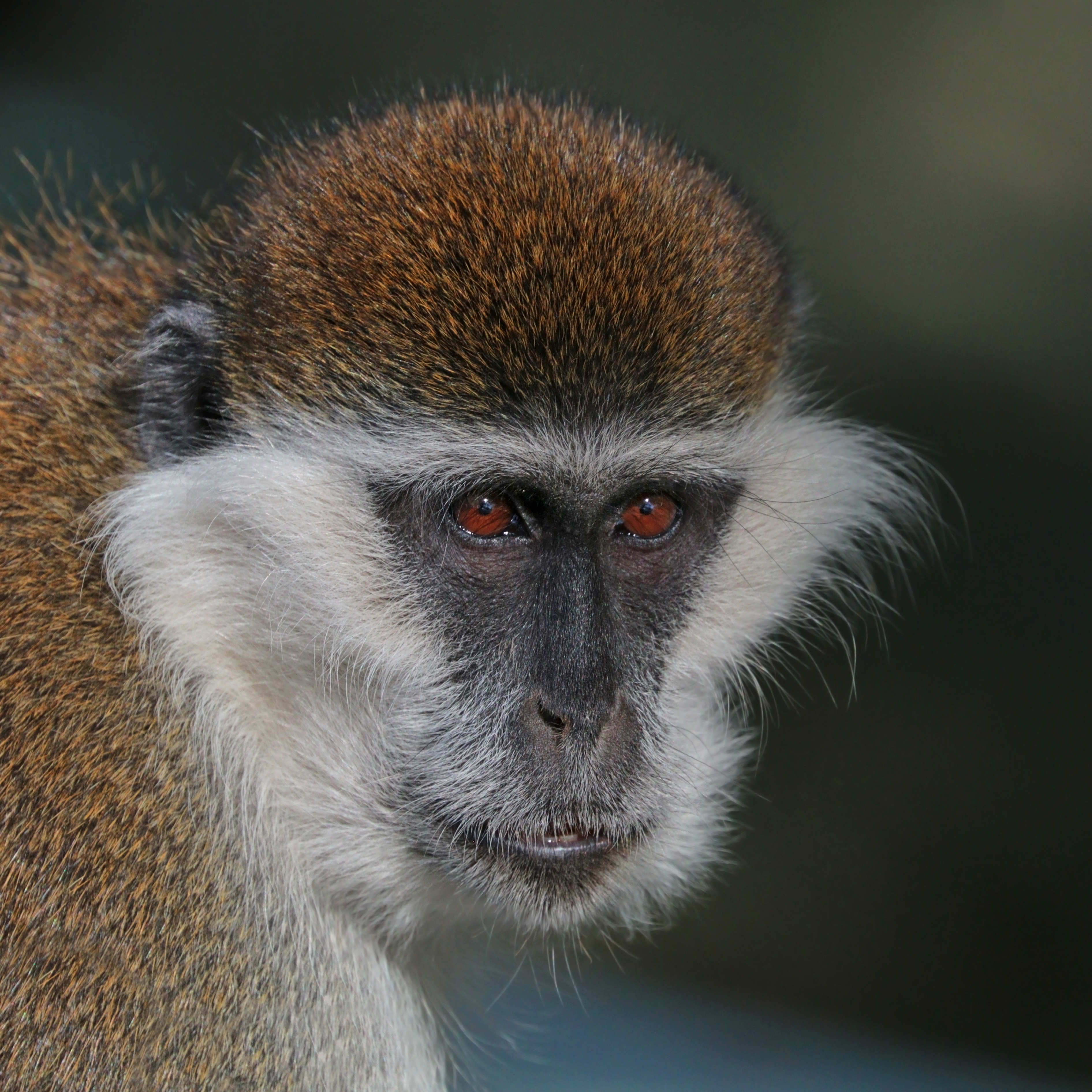
Un grivet, dans la région d'Awasa.

Le Grivet (Chlorocebus aethiops) est une espèce de primates africains de la famille des Cercopithecidae. Ces singes se trouvent en Éthiopie, en Érythrée, au Soudan et à Djibouti.

## Description
Il mesure de 40 à 60 cm et pèse de 3 à 5 kg. Le mâle est plus grand que la femelle.
Ce singe possède des testicules de couleur bleue.

## Reproduction
Pouvant vivre jusqu'à l'âge de 30 ans, il atteint sa maturité sexuelle à 4 ans. Sa gestation dure 160 jours et n'a qu'un seul petit à la fois[réf. nécessaire].

## Dénominations
Grivet,,, Singe grivet, Grivet d’Éthiopie. Il est également appelé Singe vert, Vervet et Callitriche, bien que ces noms désignent aussi d'autres espèces.